# Boxe aux Jeux olympiques d'été de 1932
Navigation
Amsterdam 1928 Berlin 1936
Aux Jeux olympiques d'été de 1932, huit épreuves de boxe anglaise se sont disputées du 9 au 13 août 1932 à Los Angeles, États-Unis.

## Résultats

### Podiums

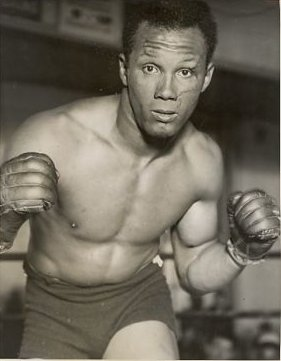
Santiago Lovell, vainqueur de la compétition des poids lourds.

| Catégories                 | Or               | Argent             | Bronze          |
| Poids mouches (-50,8 kg)   | Istvan Enekes    | Francisco Cabanas  | Lou Salica      |
| Poids coqs (-53,5 kg)      | Horace Gwynne    | Hans Ziglarski     | Jose Villanueva |
| Poids plumes (-57,2 kg)    | Carmelo Robledo  | Josef Schleinkofer | Allan Carlsson  |
| Poids légers (-61,2 kg)    | Lawrence Stevens | Thure Ahlqvist     | Nathan Bor      |
| Poids welters (-66,7 kg)   | Edward Flynn     | Erich Campe        | Bruno Ahlberg   |
| Poids moyens (-72,6 kg)    | Carmen Barth     | Amado Azar         | Ernest Peirce   |
| Poids mi-lourds (-79,4 kg) | David Carstens   | Gino Rossi         | Peter Jorgensen |
| Poids lourds (+79,4 kg)    | Santiago Lovell  | Luigi Rovati       | Frederick Feary |

### Tableau des médailles
Un classement par nations dominé par les boxeurs argentins qui remportent deux titres olympiques et une médaille d'argent. Ils précèdent les américains qui totalisent 5 médailles (2 en or, 3 en bronze).
| Place | Pays              | Médaille d'or, Jeux olympiques | Médaille d'argent, Jeux olympiques | Médaille de bronze, Jeux olympiques | Total |
| ----- | ----------------- | ------------------------------ | ---------------------------------- | ----------------------------------- | ----- |
| 1     | Argentine         | 2                              | 1                                  | 0                                   | 3     |
| 2     | Etats-Unis        | 2                              | 0                                  | 3                                   | 5     |
| 3     | Afrique du sud    | 2                              | 0                                  | 1                                   | 3     |
| 4     | Canada            | 1                              | 0                                  | 0                                   | 1     |
| -     | Hongrie           | 1                              | 0                                  | 0                                   | 1     |
| 6     | Allemagne         | 0                              | 3                                  | 0                                   | 3     |
| 7     | Italie            | 0                              | 2                                  | 0                                   | 2     |
| 8     | Suède             | 0                              | 1                                  | 1                                   | 2     |
| 9     | Mexique           | 0                              | 1                                  | 0                                   | 1     |
| 10    | Danemark          | 0                              | 0                                  | 1                                   | 1     |
| -     | Finlande          | 0                              | 0                                  | 1                                   | 1     |
| -     | Philippines       | 0                              | 0                                  | 1                                   | 1     |
| Total | 12 pays médaillés | 8                              | 8                                  | 8                                   | 24    |